# Jamides horsfieldi
Jamides horsfieldi är en fjärilsart som beskrevs av Lambertus Johannes Toxopeus 1929. Jamides horsfieldi ingår i släktet Jamides och familjen juvelvingar. Inga underarter finns listade i Catalogue of Life.